# مورتون، کامبریا
مورتون (به انگلیسی: Murton) یک روستا و محله مدنی در بریتانیا است که در منطقه ادن واقع شده‌است. مورتون ۳۶۰ نفر جمعیت دارد.